# Marius Kranendonk
Marius Kranendonk (Papendrecht, 8 januari 1988) is een Nederlandse atleet, die zich aanvankelijk toelegde op de 400 m horden, maar Nederlands kampioen werd bij het verspringen. 

## Loopbaan

### 2009
Op de Nederlandse kampioenschappen in 2009 werd Kranendonk tweede op de 400 m horden. Met een tijd van 52,13 s moest hij zijn meerdere erkennen in Vincent Kerssies.

### 2010
Een jaar later liep hij tijdens de NK op dit onderdeel naar een tijd van 51,76 en bereikte daarmee de derde plaats.

### 2012
Nadat hij de focus inmiddels had verlegd op het verspringen, werd Kranendonk op de Nederlandse indoorkampioenschappen van 2012 tweede op dit onderdeel. Hij sprong 7,28 m. Bij de NK outdoor kon hij vanwege bronchitis niet meedoen aan de 400 m horden, daarom schreef hij zich in voor het verspringen. De 24 jaar oude Gorkumer werd tot ieders verrassing eerste op dit onderdeel. Een sprong van 7,53 was genoeg om alle andere kandidaten achter zich te laten.

### 2013
Bij de NK indoor in 2013 werd hij wederom Nederlands kampioen. Hij sprong 7,57 en bleef hiermee de concurrentie ruim 20 centimeter voor. Bij het NK outdoor besloot hij weer met het verspringen mee te doen en werd tweede met een sprong en PR van 7,66. Eerste werd Ignisious Gaisah.
Marius Kranendonk is lid van de Amsterdamse atletiekvereniging AAC.

### Nederlandse kampioenschappen
Outdoor
| Onderdeel   | Jaar |
| ----------- | ---- |
| verspringen | 2012 |

Indoor
| Onderdeel   | Jaar |
| ----------- | ---- |
| verspringen | 2013 |

## Persoonlijke records
Outdoor
| Onderdeel    | Prestatie         | Datum       | Plaats   |
| ------------ | ----------------- | ----------- | -------- |
| 400 m horden | 50,87 s           | 12 mei 2012 | Hoorn    |
| verspringen  | 7,75 m (+0,3 m/s) | 31 mei 2014 | Oordegem |

Indoor
| Onderdeel   | Prestatie | Datum            | Plaats    |
| ----------- | --------- | ---------------- | --------- |
| verspringen | 7,75 m    | 23 februari 2014 | Apeldoorn |

## Palmares

### 400 m horden
- 2005:  EJOF te Lignano Sabbiadoro – 52,41 s
- 2006: 5e in ½ fin. WK U20 in Peking – 52,06 s (in serie 51,40 s)
- 2008:  Flynth Recordwedstrijden te Hoorn – 52,53 s
- 2009:  Ter Specke Bokaal te Lisse – 52,17 s
- 2009:  Flynth Recordwedstrijden – 51,87 s
- 2009:  Gouden Spike – 51,58 s
- 2009: 8e in ½ fin. EK U23 te Kaunas – 51,69 s (in serie 51,39 s)
- 2009:  NK – 52,13 s
- 2010:  NK – 51,76 s

### verspringen
- 2011:  Mondo Keien Meeting te Uden – 5,91 m (-0,4 m/s)
- 2011: 6e NK – 7,13 m (+1,2 m/s)
- 2012:  NK indoor – 7,28 m
- 2012:  NK – 7,53 m (+0,1 m/s)
- 2013:  NK indoor – 7,57 m
- 2013:  Ter Specke Bokaal - 7,30 m
- 2013:  Flynth Recordwedstrijden - 7,37 m
- 2013:  Klaverblad Arena Games te Hilversum - 7,53 m
- 2013: 9e Europacup Landenteams te Dublin - 7,41 m (+5,4 m/s)
- 2013:  NK – 7,66 m (+0,6 m/s)
- 2014:  NK indoor – 7,75 m
- 2014:  NK – 7,48 m (-0,4 m/s)
- 2014: 9e Flame Games te Amsterdam - 7,20 m (+0,3 m/s)

### 4 x 100 m
- 2005:  EJOF – 41,77 s

### 4 x 400 m
- 2005: .. in serie EK U20 te Kaunas – 3.12,32